# Yōko Katsuragi
Yōko Katsuragi (桂木洋子, Katsuragi Yōko), née le 6 avril 1930 et morte en mars 2007, est une actrice japonaise.

## Biographie
Yōko Katsuragi a tourné dans près de 70 films entre 1948 et 1963.

## Filmographie partielle

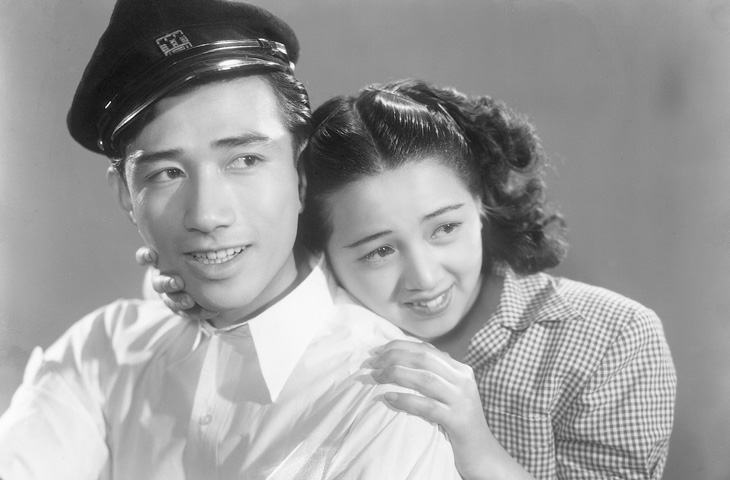
Keiji Sada et Yōko Katsuragi dans Le Portrait (1948).

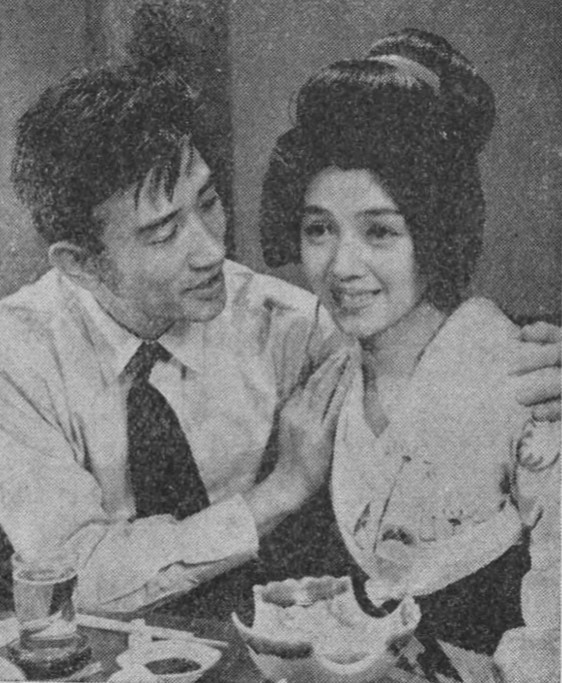
Keiji Sada et Yōko Katsuragi dans Dans le tumulte du typhon (1956).

- 1948 : Le Portrait (肖像, Shōzō?) de Keisuke Kinoshita : Yoko, la fille du peintre
- 1948 : Serment rompu (破戒, Hakai?) de Keisuke Kinoshita : Oshiho
- 1949 : Printemps tardif (晩春, Banshun?) de Yasujirō Ozu : Misako
- 1949 : Le Tambour brisé (破れ太鼓, Yabure-daiko?) de Keisuke Kinoshita : Haruko
- 1950 : Scandale (醜聞, Shubun?) d'Akira Kurosawa : Masako Hiruta
- 1950 : La Bataille de roses (薔薇合戦, Bara gassen?) de Mikio Naruse : Chisuzu
- 1950 : Mittsu no kekkon (三つの結婚?) de Keisuke Sasaki
- 1951 : Le Bon Démon (善魔, Zen-ma?) de Keisuke Kinoshita : Mikako Toba
- 1951 : Feux d'artifice sur la mer (海の花火, Umi no hanabi?) de Keisuke Kinoshita : Miwa Kamiya
- 1951 : Inochi uruwashi (命美わし?) de Hideo Ōba : Fusae Oshima
- 1952 : Yōkina wataridori (陽気な渡り鳥?) de Yasushi Sasaki : Misako Sugino
- 1952 : Musume wa kaku kōgi suru (娘はかく抗議する?) de Yūzō Kawashima : Mikiko Tsujimura
- 1952 : Vagues (波, Nami?) de Noboru Nakamura : Kinuyo
- 1953 : Les Aventures de Natsuko (夏子の冒険, Natsuko no boken?) de Noboru Nakamura : Fujiko
- 1953 : Jinanbo (次男坊?) de Yoshitarō Nomura
- 1953 : La Tragédie du Japon (日本の悲劇, Nihon no Higeki?) de Keisuke Kinoshita : la fille de Haruko
- 1954 : Shinjitsu Ichiro (真実一路?) de Yūzō Kawashima
- 1954 : Seishun romansu shito: Aozora ni owasu (青春ロマンスシート 青空に坐す?) de Yoshitarō Nomura
- 1955 : Wataridori itsu kaeru (渡り鳥いつ帰る?) de Seiji Hisamatsu
- 1955 : Nuages lointains (遠い雲, Tōi kumo?) de Keisuke Kinoshita : Haruko
- 1955 : Yagate aozora (やがて青空?) de Motoyoshi Oda : Izumi Tobita
- 1956 : La Fontaine (泉, Izumi?) de Masaki Kobayashi
- 1956 : Dans le tumulte du typhon (台風騒動記, Taifū sōdōki?) de Satsuo Yamamoto
- 1957 : Au fil des ans dans la joie et la peine (喜びも悲しみも幾歳月, Yorokobi mo kanashami mo ikutoshitsuki?) de Keisuke Kinoshita : Tatsuko Fujii
- 1958 : Avenue des enfants ingrats (親不幸通り, Oyafukō dōri?) de Yasuzō Masumura : Akie Sotozaki
- 1958 : Désirer en toute saison (四季の愛欲, Shiki no aiyoku?) de Kō Nakahira : Momoko
- 1959 : Rendez-vous secret (密会, Mikkai?) de Kō Nakahira : Momoko
- 1960 : Crocs blancs (白い牙, Shiroi kiba?) de Heinosuke Gosho
- 1962 : Garasu no jonī: Yajū no yō ni miete (硝子のジョニー 野獣のように見えて?) de Koreyoshi Kurahara : Chiharu